# Культовые сооружения Санкт-Петербурга
Культовые сооружения Санкт-Петербурга — список храмов всех религий (соборов, церквей, домов молитвы, синагог, мечетей, хурулов), а также монастырей, часовен, крещален, залов омовений и отпеваний, кладбищ и других.
В Санкт-Петербурге 268 конфессий и религиозных объединений: Русской православной церкви — 131 объединение, Старообрядческой церкви, Армянской Апостольской церкви — 2 прихода, Римско-католической церкви — 7 приходов, Евангелическо-Лютеранской церкви — 19 объединений, мусульманских — 3 объединения, буддийских — 5 объединений, иудейских — 9 объединений, Евангельских христиан-баптистов — 13 объединений, Церкви адвентистов седьмого дня — 6 приходов, Пятидесятников — 23 объединения и другие. 229 культовых зданий находятся в собственности или ведении религиозных объединений.
Среди них памятники архитектуры федерального значения: Исаакиевский собор, Казанский собор, Сампсониевский собор, Смольный собор, Петропавловский собор, Николо-Богоявленский морской собор, Владимирский собор, Софийский собор, Троице-Измайловский собор, Феодоровский (Государев) собор, собор Спас-на-Крови, Троицкий собор Александро-Невской лавры, православные монастыри (Александро-Невская лавра, Иоанновский ставропигиальный женский монастырь, Воскресенский Новодевичий монастырь, Свято-Троицкая Сергиева Приморская пустынь), Армянская Апостольская церковь Святой Екатерины, католическая Базилика Святой Екатерины Александрийской, Лютеранская церковь Святых Петра и Павла, Голландская реформатская церковь, Соборная и кафедральная мечеть, Большая Хоральная Синагога, Буддийский дацан и другие. В городе находятся мощи святых: Александра Невского, Иоанна Кронштадтского, Ксении Петербургской.

## Православные храмы

### Соборы
| Название                                                                                                   | Адрес                                      | Строительство | Архитектор                                                            | Современный статус                                    | Изображение |
| --- | ------------------------------------------ | ------------- | --------------------------------------------------------------------- | ----------------------------------------------------- | ----------- |
| Андреевский собор (Собор святого апостола Андрея Первозванного)                                            | 6-я линия Васильевского острова, 11        | 1764—1786     | А. Ф. Вист, А. А. Иванов                                              | Действующий Объект культурного наследия № 7810146001  |             |
| Собор Архангела Михаила (Собор Святого Архистратига Михаила)                                               | Ломоносов, Дворцовый проспект, 61          | 1911—1914     | А. К. Миняев                                                          | Действующий Объект культурного наследия № 7810313000  |             |
| Владимирский собор (Собор Владимирской иконы Божией Матери )                                               | Владимирский проспект, 20                  | 1761—1783     | предположительно П. А. Трезини, Ф. Б. Растрелли или С. И. Чевакинский | Действующий Объект культурного наследия № 7810504004  |             |
| Владимирский собор (Собор Владимирской иконы Божией Матери )                                               | Кронштадт, Владимирская улица, 32          | 1875—1879     | Д. И. Гримм                                                           | Действующий Объект культурного наследия № 7801914001  |             |
| Екатерининский собор (Собор святой великомученицы Екатерины)                                               | Пушкин, Соборная площадь, 1                | 2006—2010     | К. А. Тон                                                             | Взорван в 1939 году. Воссоздан. Действующий           |             |
| Исаакиевский собор (Собор преподобного Исаакия Далматского)                                                | Исаакиевская площадь, 4                    | 1818—1858     | О. Монферран                                                          | Музей Объект культурного наследия № 7810033001        |             |
| Казанский кафедральный собор (Собор Казанской иконы Божией Матери)                                         | Невский проспект, 25                       | 1801—1811     | А. Н. Воронихин                                                       | Действующий Объект культурного наследия № 7810539004  |             |
| Князь-Владимирский собор (Собор святого благоверного князя Владимира)                                      | улица Блохина, 26                          | 1783—1789     | И. Е. Старов                                                          | Действующий Объект культурного наследия № 7810361003  |             |
| Крестовоздвиженский собор (казачий)                                                                        | Лиговский проспект, 128                    | 1848—1851     | Е. И. Диммерт                                                         | Действующий Объект культурного наследия № 7810551004  |             |
| Морской Никольский собор (Морской собор святителя Николая Чудотворца)                                      | Кронштадт, Якорная площадь, 1              | 1902—1913     | В. А. Косяков                                                         | Действующий Объект культурного наследия № 7810287003  |             |
| Собор Николая Чудотворца (Собор Святого Николая Чудотворца в память Императора Павла I)                    | Павловск, Артиллерийская улица, 2          | 1900—1904     | А. И. фон Гоген                                                       | Действующий Объект культурного наследия № 7810344000  |             |
| Николо-Богоявленский морской собор (Морской собор Святителя Николая Чудотворца и Богоявления)              | Никольская площадь, 1                      | 1753—1762     | С. И. Чевакинский                                                     | Действующий Объект культурного наследия № 7810086007  |             |
| Петропавловский собор (Собор Святых Апостолов Петра и Павла)                                               | Петергоф, Санкт-Петербургский проспект, 32 | 1895—1904     | Н. В. Султанов                                                        | Действующий Объект культурного наследия № 7801172001  |             |
| Петропавловский собор (Собор во имя первоверховных апостолов Петра и Павла)                                | Петропавловская крепость                   | 1712—1733     | Д. Трезини                                                            | Действующий Объект культурного наследия № 7810390046  |             |
| Сампсониевский собор                                                                                       | Большой Сампсониевский проспект, 41        | 1725—1733     | П. А. Трезини                                                         | Действующий Объект культурного наследия № 7810200006  |             |
| Свято-Троицкий собор                                                                                       | Колпино, Адмиралтейская улица, 42          | 2003—2009     | С. И. Крюков                                                          | Действующий                                           |             |
| Собор Сошествия Святого Духа                                                                               | Пересечение Планерной и Долгоозёрной улиц  | 2013—?        | М. Б. Атаянц                                                          | действующий, строится                                 |             |
| Смольный собор (Смольный Воскресения Христова собор)                                                       | площадь Растрелли, 1                       | 1748—1769     | Ф. Б. Растрелли                                                       | Действующий Объект культурного наследия № 7810656007  |             |
| Большая церковь Зимнего дворца                                                                             | Дворцовая площадь, 2                       | 1753—1762     | Б. Растрелли                                                          | Не действует Объект культурного наследия № 7810514003 |             |
| Софийский собор (Софийский (Вознесенский) собор)                                                           | Пушкин, Софийская площадь, 1               | 1782—1788     | Ч. Камерон, И. Е. Старов                                              | Действующий Объект культурного наследия № 7810485003  |             |
| Спас на Крови (Собор Воскресения Христова на Крови)                                                        | набережная канала Грибоедова, 2а           | 1883—1907     | А. А. Парланд                                                         | Музей Объект культурного наследия № 7810507002        |             |
| Спасо-Преображенский собор (Собор Преображения Господня всей гвардии)                                      | Преображенская площадь, 1                  | 1827—1829     | В. П. Стасов                                                          | Действующий Объект культурного наследия № 7810634003  |             |
| Троице-Измайловский собор (Собор Святой Живоначальной Троицы лейб-гвардии Измайловского полка)             | Измайловский проспект, 7а                  | 1828—1835     | В. П. Стасов                                                          | Действующий Объект культурного наследия № 7810031003  |             |
| Фёдоровский собор (Собор Божией Матери Феодоровской в ознаменование 300-летия царствования Дома Романовых) | Миргородская улица, 1-В, литер А           | 1910—1920     | С. С. Кричинский                                                      | Действующий Объект культурного наследия № 7810663000  |             |
| Феодоровский Государев собор (Собор Феодоровской иконы Божией Матери)                                      | Пушкин, Академический проспект, 14         | 1909—1912     | В. А. Покровский                                                      | Действующий Объект культурного наследия № 7810663003  |             |

### Приходские церкви
| Название | Адрес                                                | Строительство | Архитектор                                 | Современный статус | Изображение |
| --- | ---------------------------------------------------- | ------------- | ------------------------------------------ | --- | ----------- |
| Церковь во имя Благовещения Пресвятой Богородицы | Парголово, Тихоокеанская улица, 19                   | 2012—?        | В.Н. Питанин                               | Действующая |             |
| Церковь во имя иконы Божией Матери «Взыскание погибших» и церковь Преображения Господня в Лигово                                                            | улица Добровольцев, 32.                              | 2011—?        | мастерская Г. П. Фомичева                  | Строится |             |
| Благовещенская церковь (Церковь во имя Рождества Христова)                                                                                                  | Пискарёвский проспект, 41                            | 2006—?        | В. Е. Залевская                            | Действующая |             |
| Храм во имя Святых Царственных Страстотерпцев | улица Бурцева, 2                                     | 2005—?        | АНО «Дарси»                                | Действующая |             |
| Храма Воздвижения Креста Господня | Нижне-Каменская улица, 4                             | 2016—?        |                                            | Действующая |             |
| Храм-часовня Преображения Господня | улица Софьи Ковалевской                              | 2014—2017     | И. О. Мурсаев Е. В. Родионова              | Действующая |             |
| Храм Святой преподобной мученицы Евгении | Парашютная улица, 43                                 | 2014—2016     | ЛенСпецСМУ                                 | Действующая |             |
| Церковь Сошествия Святого Духа | улица Анисимова (Ижорский пруд)                      | 2014—2016     | ООО «Архитектурная мастерская Мамошина»    | Действующая |             |
| Церковь Сошествия Святого Духа | Зеленогорск, улица Мира, 6                           | 2015—2016     | Андрей Анисимов                            | Действующая |             |
| Храм святых мучеников младенцев Вифлеемских | Парголово, Торфяное, Карьерная улица, 2              | 2015—2016     | Ольга Павленская                           | Действующая |             |
| Храм-часовня Преображения Господня | переулок Матюшенко, 12                               | 2015          | Ольга Павленская                           | Действующая |             |
| Храм во имя Святых Царственных Страстотерпцев | улица Бурцева 21                                     | 2005—?        |                                            | Строится |             |
| Храм Благовещения Пресвятой Богородицы | Пригородный участок 78. улица Михайловская дорога    | 2012—?        |                                            | Строится |             |
| Церковь Святых Мучеников Адриана и Наталии (Храм-памятник погибшим и пропавшим без вести при обороне Ленинграда)                                            | Старо-Паново, Набережная улица, 19                   | 1997—2010     | Е. Ф. Шаповалова                           | Действующая |             |
| Церковь во имя Святого Благоверного Князя Александра Невского (Готическая Капелла)                                                                          | Петергоф, парк Александрия                           | 1830—1834     | К. Ф. Шинкель                              | Музей Объект культурного наследия № 7810400035                                                                          |             |
| Александро-Невская церковь (Церковь святого благоверного великого князя Александра Невского)                                                                | Усть-Ижора, проспект 9-го Января, 217                | 1798—1799     | предположительно В. И. и П. В. Нееловы     | Действующая Объект культурного наследия № 7810242000                                                                    |             |
| Александро-Невская церковь (Церковь святого благоверного великого князя Александра Невского)                                                                | Красное Село, переулок Щуппа, 10                     | 1890          | В. А. Колянковский                         | Действующая Объект культурного наследия № 7810253002                                                                    |             |
| Церковь во имя святого благоверного князя Александра Невского при следственном изоляторе «Кресты»                                                           | Арсенальная набережная, 7                            | 1884—1889     | А. И. Томишко                              | Действующая Объект культурного наследия № 7830666003                                                                    |             |
| Церковь Андрея Критского (Церковь святого преподобного мученика Андрея Критского)                                                                           | Рижский проспект, 9                                  | 1891—1892     | К. Я. Маевский                             | Действующая, Объект культурного наследия № 7810121010                                                                   |             |
| Церковь Андрея Критского (Церковь преподобного мученика Андрея Критского)                                                                                   | Сергиево, улица Ленина, 22                           | 1903          | М. М. Долгополов                           | Действующая Объект культурного наследия № 7830694000                                                                    |             |
| Благовещенская церковь (Церковь Благовещения Пресвятой Богородицы и Воздвижения Креста Господня)                                                            | 8-я линии Васильевского острова, 67                  | 1750—1763     | Д. Трезини                                 | Действующая Объект культурного наследия № 7810170003                                                                    |             |
| Благовещенская церковь (Церковь Благовещения Пресвятой Богородицы)                                                                                          | Приморский проспект, 79                              | 1805—1809     | В. О. Мочульский                           | Действующая Объект культурного наследия № 7810434001                                                                    |             |
| Благовещенская церковь (Церковь Благовещения Пресвятой Богородицы)                                                                                          | Пискарёвский проспект, 41                            | 1999—2002     | В. Е. Залевская                            | Действующая |             |
| Церковь Блаженной Ксении Петербургской | Лахтинская улица, 17                                 | 2010—2019     | Б. Богданович, Г. Фомичёв                  | Действующая |             |
| Церковь Блаженной Ксении Петербургской | Шушары, Пушкинская улица, 12                         | 2004—2005     | С.И. Крюков, Б.Г.Костыгов                  | Действующая |             |
| Богоявленская церковь (Церковь Богоявления Господня) | Двинская улица, 2                                    | 1889—1899     | В. А. Косяков, Б. К. Правдзик              | Действующая Объект культурного наследия № 7802731000                                                                    |             |
| Церковь во имя святого Василия Великого | Проспект Народного Ополчения, 22                     | 1996—1998     | Г. А. Васильев                             | Действующая |             |
| Храм всех Святых в земле российской просиявших | Московский проспект, 188Б                            | 2010          | С.В. Шустерман                             | Действующая |             |
| Вознесенская церковь (Церковь-школа Вознесения Господня) | Колпино, проспект Ленина, 4                          | 1897—1901     | М. А. Андреев                              | Действующая Объект культурного наследия № 7830467000                                                                    |             |
| Воскресенская церковь (Церковь Воскресения Христова Всероссийского Александро-Невского братства трезвости)                                                  | набережная Обводного канала, 116                     | 1904—1908     | Г. Д. Гримм, Г. Г. фон Голи, А. Л. Гун     | Действующая Объект культурного наследия № 7810087000                                                                    |             |
| Церковь Воскресения Христова | Шушары, Пушкинская улица, 12                         | 2006—2008     | С.И. Крюков                                | Действующая |             |
| Церковь Георгия Победоносца (Церковь святого великомученика Георгия Победоносца в Купчино)                                                                  | проспект Славы, 45                                   | 1997—2004     | И. Солодовников, И. Куминов                | Действующая |             |
| Церковь Георгия Победоносца (Церковь во имя Святого Георгия Победоносца на Средней Рогатке)                                                                 | Московское шоссе, 3                                  | 1993—1995     | Е.Ф.Шаповалова, С. В. Любимов, П. Л. Зыков | Действующая |             |
| Церковь Державной иконы Божией Матери (Церковь иконы Божией Матери «Державная»)                                                                             | проспект Культуры, 4-а                               | 1995—2007     | Б. П. Богданович                           | Действующая |             |
| Церковь Димитрия Солунского (Храм Святого Великомученика Димитрия Солунского)                                                                               | Коломяги, 1-я Никитинская улица, 1                   | 1905—1906     | А. А. Всеславин                            | Действующая Объект культурного наследия № 7810766000                                                                    |             |
| Церковь Святой Екатерины (Церковь Святой великомученицы Екатерины)                                                                                          | Кадетская линия, 27                                  | 1811—1823     | А. А. Михайлов 2-й                         | Действующая, Объект культурного наследия № 7810179002                                                                   |             |
| Церковь Святой Великомученицы Екатерины и Рождества Пресвятой Богородицы                                                                                    | Павловск, Динамо, Парковая улица, 1                  | 1743—1747     | неизвестен                                 | Действующая Объект культурного наследия № 7810340003                                                                    |             |
| Знаменская церковь (Церковь иконы Божией Матери «Знамение»)                                                                                                 | Пушкин, Садовая улица , 2-а                          | 1734—1747     | И. Я. Бланк, М. Г. Земцов                  | Действующая Объект культурного наследия № 7810475004                                                                    |             |
| Церковь Святого Илии Пророка (Церковь во имя Святого Пророка Илии, Святого Благоверного Князя Александра Невского и Святой Мученицы Параскевы на Пороховых) | Шоссе Революции, 75                                  | 1782—1785     | Н. А. Львов                                | Действующая Объект культурного наследия № 7810248002                                                                    |             |
| Церковь Иоанна Кронштадтского | Кронштадтская площадь, 2                             | 1999—2002     | И. Н. Князев                               | Действующая |             |
| Церковь Рождества Иоанна Предтечи | Каменноостровский проспект, 83                       | 1776—1778     | Ю. М. Фельтен                              | Действующая Объект культурного наследия № 7810384000                                                                    |             |
| Церковь Иоасафа Белгородского (Церковь святого Иоасафа Белгородского)                                                                                       | Парголово, улица Ленина, 6                           | 1995—2001     | А. А. Петров                               | Действующая |             |
| Исидоровская церковь (Церковь Священномученика Исидора Юрьевского и Николая Чудотворца)                                                                     | проспект Римского-Корсакова, 24                      | 1903—1907     | А. А. Полещук                              | Действующая Объект культурного наследия № 7802526000                                                                    |             |
| Иулиановская церковь (Церковь святого мученика Иулиана Тарсийского лейб-гвардии Кирасирского Его Величества полка)                                          | Пушкин, Кадетский бульвар, 7                         | 1894—1899     | В. Н. Курицын, С. А. Данини                | Восстанавливается Объект культурного наследия № 7810448000                                                              |             |
| Казанская церковь (Церковь Казанской иконы Божией Матери)                                                                                                   | Александровская, улица Клин, 2                       | 1996—1997     | Е. Л. Светлова                             | Действующая |             |
| Церковь во имя Казанской иконы Божьей Матери | Зеленогорск, Приморское шоссе, 547                   | 1910—1915     | Н. Н. Никонов                              | Действующая Объект культурного наследия № 7810289000                                                                    |             |
| Князь-Владимирская церковь (Церковь во имя Святого Благоверного Князя Владимира)                                                                            | Лисий Нос, Балтийский проспект, 37                   | 1913—1917     | П. М. Мульханов                            | Действующая Объект культурного наследия № 7831107000                                                                    |             |
| Спасо-Конюшенная церковь (Церковь Спаса Нерукотворного образа (Конюшенная))                                                                                 | Конюшенная площадь, 1                                | 1816—1823     | В. П. Стасов                               | Действующая |             |
| Церковь Святой Марии Магдалины | Павловск, Садовая улица, 17                          | 1781—1784     | Дж. Кваренги                               | Действующая Объект культурного наследия № 7810349000                                                                    |             |
| Церковь Милующей Божией Матери (Церковь иконы Божьей Матери «Милующая») в Галерной Гавани                                                                   | Большой проспект Васильевского острова, 100          | 1889—1898     | В. А. Косяков, Д. К. Пруссак               | Действующая Объект культурного наследия № 7810151000                                                                    |             |
| Церковь иконы Божией Матери «Неупиваемая Чаша» | Цветочная улица, 16                                  | 1996—1998     | Ю. П. Белов                                | Действующая |             |
| Церковь святого Николая | Коломяжский проспект, 13                             | 2004—2005     | Р. Муравьёв                                | Действующая |             |
| Церковь Святителя Николая Чудотворца на станции Предпортовая                                                                                                | Предпортовая улица, 1а                               | 1999          | М. П. Копков                               | Действующая |             |
| Церковь святой равноапостольной княгини Ольги | Петергоф, Санкт-Петербургское шоссе, 109             | 1861—1864     | Д. И. Гримм                                | Действующая Объект культурного наследия № 7810424029                                                                    |             |
| Пантелеимоновская церковь (Церковь святого великомученика Пантелеимона Целителя)                                                                            | улица Пестеля, 2а                                    | 1734—1739     | И. Я. Шумахер, И. К. Коробов               | Действующая Объект культурного наследия № 7810659002                                                                    |             |
| Церковь св. вмч. Пантелеймона при Доме призрения душевнобольных Цесаревича Александра при больнице Святого Пантелеимона                                     | Фермское шоссе, 36                                   | 1871          | И.В. Штром                                 | Действующая Объект культурного наследия № 7802493003                                                                    |             |
| Пантелеимоновская церковь (Церковь святого великомученика Пантелеимона Целителя) Городской больницы № 38 имени Н. А. Семашко                                | Пушкин, Госпитальная улица, 15                       | 1846—1856     | Н. В. Никитин                              | Действующая Объект культурного наследия № 7800000081                                                                    |             |
| Церковь Рождества Христова на Песках | 6-я Советская улица, 16                              | 1781—1787     | П. Е. Егоров                               | Снесена в 1934 году, восстановлена в 2017—2020 годах                                                                    |             |
| Петропавловская церковь (Церковь Святых равноапостольных Петра и Павла)                                                                                     | Сестрорецк, Петровская набережная, 1                 | 2004—2009     | Е. Ф. Шаповалова                           | Действующая |             |
| Петропавловская церковь (Церковь святых апостолов Петра и Павла)                                                                                            | Петергоф, Санкт-Петербургское шоссе, 115             | 1760—1771     |                                            | Действующая Объект культурного наследия № 7810425052                                                                    |             |
| Церковь апостола Петра (Церковь святого апостола Петра) | Лахта, Лахтинский проспект, 94                       | 1893—1894     | В. В. и В. И. Шаубы                        | Действующая Объект культурного наследия № 7810768000                                                                    |             |
| Церковь святого Первоверховного апостола Петра | Улица Подвойского, 11                                | 2005—2010     | А. М. Лебедев, Ю. Г. Коротченков           | Действующая |             |
| Церковь Петра, Митрополита Московского (бывшего Творожковского подворья)                                                                                    | Роменская улица, 12                                  | 1911—1912     | А.П. Аплаксин                              | Действующая Объект культурного наследия № 7810768000                                                                    |             |
| Церковь Петра, Митрополита Московского | Проспект Стачек, 208                                 | 1992—2000     |                                            | Действующая |             |
| Церковь Петра и Павла (Церковь Святых Первоверховных Апостолов Петра и Павла)                                                                               | Парголово, Шуваловский парк, 31                      | 1831—1846     | А. П. Брюллов                              | Действующая Объект культурного наследия № 7810196014                                                                    |             |
| Покровская церковь (Церковь в честь Покрова Божией Матери)                                                                                                  | Пушкинский район, посёлок Лесное                     | 1997—2007     | Д. Ю. Кожин, А. И. Кицула                  | Действующая |             |
| Покровская церковь (Церковь Покрова Пресвятой Богородицы) при Санкт-Петербургском политехническом университете                                              | Политехническая улица, 29                            | 1912—1913     | И. В. Падлевский                           | Действующая Объект культурного наследия № 7810224014                                                                    |             |
| Церковь во имя Покрова Пресвятой Богородицы | Колпино, Лагерное шоссе, воинская часть 01630 МЧС РФ | 2000—2003     | В.Порошина                                 | Действующая |             |
| Церковь Спаса Преображения в память 300-летия Дома Романовых                                                                                                | Тярлево, Спортивная улица, 2                         | 1912—1914     | А. А. Захаров, Н. Л. Рклицкий              | Действующая Объект культурного наследия № 7830129000                                                                    |             |
| Церковь Преображения Господня | Улица Орбели, 25/1                                   | 1912—1914     | В. А. Пруссаков                            | Действующая |             |
| Церковь Преображения Господня при лейб-гвардии Гренадерском полку                                                                                           | Инструментальная улица, 3                            | 1840—1845     | К. А. Тон                                  | Действующая Объект культурного наследия № 7810364000                                                                    |             |
| Путиловская церковь (Церковь святителя Николая Чудотворца и мученицы царицы Александры)                                                                     | проспект Стачек, 48                                  | 1901—1906     | В. А. Косяков                              | Действующая Объект культурного наследия № 7830624000                                                                    |             |
| Церковь Рождества Пресвятой Богородицы | Пушкин, Набережная улица, 12/66                      | 1870—1872     | И. А. Монигетти, А. Ф. Видов               | Действующая Объект культурного наследия № 7810465000                                                                    |             |
| Церковь Рождества Пресвятой Богородицы | Сестрорецк, проспект Красных Командиров              | 2004—2005     | А. Е. Шретер                               | Действующая |             |
| Церковь Рождества Пресвятой Богородицы | Рыбацкий проспект, 28                                | 2005—2016     | В. Н. Ловкачев                             | Действующая |             |
| Церковь Рождества Христова | улица Коллонтай, 17                                  | 2005—2007     | А. М. Лебедев                              | Действующая |             |
| Церковь Рождества Христова | Московское шоссе, 3                                  | 1999—2008     | А. М. Лебедев                              | Действующая |             |
| Храм Рыбаков (Храм Святого Апостола Андрея Первозванного)                                                                                                   | Заневский проспект, 65 корпус 6                      | 2012—2013     |                                            | Действующая |             |
| Церковь Святого преподобного Серафима Вырицкого в Купчине                                                                                                   | Загребский бульвар, 26                               | 2005—2010     | Г. Б. Соколов, А. А. Парфёнов              | Действующая |             |
| Церковь преподобного Серафима Саровского | Петергоф, Ораниенбаумское шоссе, 11                  | 1904—1906     | Н. Н. Никонов                              | Действующая Объект культурного наследия № 7810408000                                                                    |             |
| Серафимовская церковь (Церковь преподобного Серафима Саровского (Графская))                                                                                 | Песочный, Ленинградская улица, 10                    | 1904          | В. В. Сарадинаки                           | Действующая, воссоздана в 2001 году Объект культурного наследия № 7831251000                                            |             |
| Церковь Сергия Радонежского | Московское шоссе, 3                                  | 1998—2001     |                                            | Действующая |             |
| Церковь преподобного Сергия Радонежского | Пушкин, Фуражный переулок, 4                         | 1903—1904     | А. Г. Успенский                            | Закрыта в 1921 году, возвращена в 2012 году. С октября 2014 года — действующая Объект культурного наследия № 7830264000 |             |
| Церковь Симеона и Анны (Церковь святых и праведных Симеона Богоприимца и Анны Пророчицы)                                                                    | улица Белинского, 4                                  | 1731—1734     | М. Г. Земцов                               | Действующая Объект культурного наследия № 7810601003                                                                    |             |
| Скорбященская церковь (Церковь иконы Божией Матери «Всех скорбящих Радость»)                                                                                | проспект Чернышевского, 3                            | 1817—1818     | Л. Руска                                   | Действующая Объект культурного наследия № 7810688001                                                                    |             |
| Скорбященская церковь (Церковь иконы Божией Матери «Всех Скорбящих Радости»)                                                                                | Проспект Обуховской Обороны, 24                      | 1894—1898     | А. В. Иванов, Г. Г. Голи фон               | Закрыта и снесена в 1932 году, восстанавливается с 2017 года                                                            |             |
| Скорбященская церковь (Церковь иконы Божией Матери «Всех скорбящих Радость»)                                                                                | Пушкин, Леонтьевская улица, 35                       | 1912—1914     | С. А. Данини                               | Реставрация Объект культурного наследия № 7831553004                                                                    |             |
| Скорбященская церковь (Церковь иконы Божией Матери «Всех скорбящих Радость»)                                                                                | Володарский, Интернациональная улица, 1              | 1902—1905     | М. М. Долгополов                           | Действующая |             |
| Церковь иконы Божией Матери «Скоропослушница» | Шушары, микрорайон Славянка, Ростовская улица        | 2013—2015     |                                            | Действующая |             |
| Церковь Спиридона Тримифунтского | Ломоносов, Иликовский проспект, 1                    | 1895—1896     | В. И. Щеголов                              | Восстанавливается Объект культурного наследия № 7810774000                                                              |             |
| Церковь Сретения Господня | Гражданский проспект, 101                            | 2000—2008     | Геннадий Челбогашев                        | Действующая |             |
| Тарховская церковь (Церковь Святого Великомученика и Целителя Пантелеимона)                                                                                 | Сестрорецк, Тарховский проспект , 32/29              | 1905—1906     | Харламов                                   | Действующая |             |
| Церковь Святой Мученицы Татианы | Коломяжский проспект, 15                             | 2005—2009     |                                            | Действующая |             |
| Церковь Трёх Святителей (Церковь Трёх Святителей Вселенских)                                                                                                | 6-я линия Васильевского острова, 11                  | 1740—1760     | предположительно Дж. Трезини               | Действующая Объект культурного наследия № 7810146002                                                                    |             |
| Тихвинская церковь (Церковь-часовня Тихвинской иконы Божией Матери)                                                                                         | Сестрорецк, улица Воскова, 17                        | 2004—2005     |                                            | Действующая |             |
| Свято-Троицкая церковь «Кулич и Пасха» (Церковь Троицы Живоначальной «Кулич и Пасха»)                                                                       | проспект Обуховской Обороны, 235                     | 1785—1790     | Н. А. Львов                                | Действующая Объект культурного наследия № 7810335002                                                                    |             |
| Троицкая церковь (Церковь Святой Троицы Живоначальной) | Петергоф, Собственный проспект, 84                   | 1858—1860     | А. И. Штакеншнейдер                        | Реставрируется, действующая Объект культурного наследия № 7810421014                                                    |             |
| Свято-Троицкая Красносельская (гарнизонная) церковь (Церковь Троицы Живоначальной)                                                                          | Красное Село, проспект Ленина, 108                   | 1733—1735     | И. Я. Бланк                                | Действующая Объект культурного наследия № 7810252003                                                                    |             |
| Успенская церковь (Церковь Успения Пресвятой Богородицы (Храм памяти ленинградской блокады))                                                                | Малоохтинский проспект, 52                           | 1996—1999     | Ф. К. Романовский, Ю. П. Груздев           | Действующая |             |
| Чесменская церковь (Церковь Святого Иоанна Предтечи (Чесменская))                                                                                           | улица Ленсовета, 12                                  | 1777—1780     | Ю. М. Фельтен                              | Действующая Объект культурного наследия № 7810315000                                                                    |             |
| Церковь Шестаковской иконы Божией Матери (Грузинский приход)                                                                                                | Старорусская улица, 8/2                              | 1895—1903     | Н. Н. Никонов                              | Действующая Объект культурного наследия № 7802506002                                                                    |             |

### Кладбищенские церкви и часовни
| Название | Адрес                                          | Строительство | Архитектор                     | Современный статус                                                   | Изображение |
| --- | ---------------------------------------------- | ------------- | ------------------------------ | -------------------------------------------------------------------- | ----------- |
| Церковь Александра Невского (Церковь Святого Благоверного князя Александра Невского) на Шуваловском кладбище | Выборгское шоссе, 106                          | 1885—1886     | К. А. Кузьмин                  | Действующая Объект культурного наследия № 7802136002                 |             |
| Церковь святого равноапостольного князя Владимира на Усть-Ижорском кладбище                                  | Усть-Ижора, Верхняя Ижорская улица, 50         | 1889          | М. А. Щурупов                  | Действующая Объект культурного наследия № 7802340000                 |             |
| Воскресенская церковь (Церковь Воскресения Христова) на Смоленском православном кладбище                     | Камская улица, 24                              | 1901—1903     | В. А. Демяновский              | Действующая Объект культурного наследия № 7810157000                 |             |
| Воскресенская церковь (Церковь Воскресения Словущего) на Волковском кладбище                                 | Расстанная улица, 30                           | 1782—1785     | И. Е. Старов                   | Действующая Объект культурного наследия № 7810498099                 |             |
| Церковь Иоанна Богослова (Церковь Святого Апостола и Евангелиста Иоанна Богослова) на Богословском кладбище  | проспект Мечникова, 31 / Лабораторная улица, 4 | 2000          |                                | Действующая                                                          |             |
| Казанская церковь (Церковь Казанской иконы Божией Матери) на Красненьком кладбище                            | проспект Стачек, 98                            | 2000—2001     | В. В. Харитоненко              | Действующая                                                          |             |
| Казанская церковь (Церковь Казанской иконы Божией Матери) на Казанском кладбище                              | Пушкин, Казанское кладбище                     | 1785—1790     | Д. Кваренги                    | Действующая Объект культурного наследия № 7810450003                 |             |
| Крюковская церковь (Церковь святого праведного Иова Многострадального) на Волковском кладбище                | Камчатская улица, 6                            | 1885—1887     | И. А. Аристархов               | Действующая Объект культурного наследия № 7810498100                 |             |
| Часовня Блаженной Ксении (Часовня Святой Блаженной Ксении) на Смоленском православном кладбище               | Камская улица, 24                              | 1902          | А. А. Всеславин                | Действующая                                                          |             |
| Никольская Большеохтинская церковь (Церковь Николая Чудотворца Мирликийского) на Большеохтинском кладбище    | проспект Металлистов, 5                        | 1812—1814     | архитектор неизвестен          | Действующая Объект культурного наследия № 7802343000                 |             |
| Церковь Святителя Николая Чудотворца на Колпинском кладбище                                                  | Колпино, Лагерное шоссе                        | 2000          | В. Д. Прокошина                | Действующая                                                          |             |
| Часовня во имя Преображения Господня на кладбище Памяти жертв 9-го января (Преображенском)                   | Улица Жертв Девятого Января, 4                 | 2001—2002     |                                | Действующая                                                          |             |
| Церковь Серафима Саровского на Серафимовском кладбище                                                        | Серебряков переулок, 1                         | 1906—1907     | Н. Н. Никонов                  | Действующая Объект культурного наследия № 7802567000                 |             |
| Смоленская церковь (Церковь Смоленской иконы Божией матери) на Смоленском православном кладбище              | Камская улица, 24                              | 1786—1790     | А. А. Иванов                   | Действующая Объект культурного наследия № 7810158100                 |             |
| Спасо-Парголовская церковь (Церковь Спаса Нерукотворного Образа) на Шуваловском кладбище                     | Выборгское шоссе, 106                          | 1876—1880     | К. А. Кузьмин                  | Действующая Объект культурного наследия № 7802136001                 |             |
| Церковь Спаса Нерукотворного Образа на Волковском кладбище                                                   | Камчатская ул., д. 4                           | 1837—1842     | В.И. Беретти, Ф.И. Руска       | Недействующая, находится на территории завода "Монументскульптура"   |             |
| Часовня Тихона, Патриарха Московского на Южном кладбище                                                      | Волхонское шоссе, 1                            | 1992—1994     | Н. П. Величко                  | Действующая                                                          |             |
| Троицкая часовня (Часовня Пресвятой Троицы Живоначальной) на Смоленском православном кладбище                | Камская улица, 24                              | 2001—2002     | С. В. Самусенко                | Сейчас часовня                                                       |             |
| Церковь во имя Усекновения Главы Иоанна Предтечи у Пискарёвского кладбища                                    | Проспект Непокорённых, 63а                     |               | Г.К. Челбогашев, А.Г. Васильев | Действующая                                                          |             |
| Церковь Успения Пресвятой Богородицы на Северном кладбище                                                    | Парголово, Северное кладбище                   | 2005—2008     |                                | Действующая                                                          |             |
| Католический храм Посещения Пресв. Девой Марией Елизаветы на бывш. Выборгском римско-католическом кладбище   | ул. Минеральная, 21                            | 1856—1879     | Н. Л. Бенуа,                   | Действующая, реставрируется Объект культурного наследия № 7802336001 |             |

### Храмы при монастырях и монастырских подворьях

#### Александро-Невская лавра
| Название | Адрес                         | Строительство | Архитектор                           | Современный статус                                      | Изображение |
| --- | ----------------------------- | ------------- | ------------------------------------ | ------------------------------------------------------- | ----------- |
| Троицкий собор (Свято-Троицкий собор)                                                                               | набережная реки Монастырки, 1 | 1776—1790     | И. Е. Старов                         | Действующий Объект культурного наследия № 7810593101    |             |
| Благовещенская церковь (Церковь Благовещения Пресвятой Богородицы и святого благоверного князя Александра Невского) | набережная реки Монастырки, 1 | 1717—1723     | Д. Трезини                           | Не действующая Объект культурного наследия № 7810593102 |             |
| Церковь Божией матери всех скорбящих радости (Надвратная церковь иконы Божией Матери Всех Скорбящих Радость)        | набережная реки Монастырки, 1 | 1783—1786     | И. Е. Старов                         | Действующая Объект культурного наследия № 7810593115    |             |
| Исидоровская церковь (Церковь Преподобного Исидора Пелусиота)                                                       | набережная реки Монастырки, 1 | 1889—1891     | Г. И. Карпов                         | Не действующая Объект культурного наследия № 7810593116 |             |
| Никольская церковь на Никольском кладбище (Церковь Святителя Николая Чудотворца)                                    | набережная реки Монастырки, 1 | 1861—1863     | Г. И. Карпов                         | Действующая Объект культурного наследия № 7810592044    |             |
| Лазаревская церковь на Лазаревском кладбище (Церковь Святого Праведного Лазаря)                                     | набережная реки Монастырки, 1 | 1718—1787     |                                      | Не действующая Объект культурного наследия № 7810591000 |             |
| Тихвинская церковь на Тихвинском кладбище (Церковь Тихвинской иконы Божией Матери)                                  | набережная реки Монастырки, 1 | 1869—1873     | Н. П. Гребенка                       | Не действующая Объект культурного наследия № 7810593118 |             |
| Феодоровская церковь (Церковь святого благоверного князя Феодора Ярославовича и святителя Николая Чудотворца)       | набережная реки Монастырки, 1 | 1725—1748     | Т.Швертфегер, П.А.Трезини, К.И.Росси | Действующая Объект культурного наследия № 7810593119    |             |

#### Воскресенский Новодевичий монастырь
| Название                                                       | Адрес                    | Строительство | Архитектор                | Современный статус                                                                    | Изображение |
| -------------------------------------------------------------- | ------------------------ | ------------- | ------------------------- | ------------------------------------------------------------------------------------- | ----------- |
| Воскресенский собор (Собор Воскресения Христова)               | Московский проспект, 100 | 1849—1861     | Н. Е. Ефимов, Н. А. Сычёв | Действующий Объект культурного наследия № 7810319076                                  |             |
| Казанская церковь (Собор Казанской иконы Божией Матери)        | Московский проспект, 100 | 1908—1912     | В. А. Косяков             | Действующая Объект культурного наследия № 7810319078                                  |             |
| Афонская церковь (Церковь во имя Афонской иконы Божией Матери) | Московский проспект, 100 | 1850—1854     | Н. Е. Ефимов              | Действующая Объект культурного наследия № 7810319004                                  |             |
| Церковь Трёх Святителей (Церковь в честь Трёх Святителей)      | Московский проспект, 100 | 1850—1855     | Н. Е. Ефимов, Н. А. Сычёв | Располагается институт электромашиностроения Объект культурного наследия № 7810319003 |             |

#### Свято-Троицкая Сергиева Приморская пустынь
| Название                                                               | Адрес                             | Строительство | Архитектор               | Современный статус                                                                  | Изображение |
| ---------------------------------------------------------------------- | --------------------------------- | ------------- | ------------------------ | ----------------------------------------------------------------------------------- | ----------- |
| Троицкий собор (Собор Пресвятой Троицы)                                | Стрельна, Петербургское шоссе, 15 | 1756—1760     | Б.Растрелли              | Закрыт в 1931 году, взорван в 1962 году Объект культурного наследия № 7810427016    |             |
| Воскресенский собор (Собор Воскресения Христова)                       | Стрельна, Петербургское шоссе, 15 | 1877—1884     | А.А. Парланд             | Закрыт в 1920-е годы, разобран в 1968 году Объект культурного наследия № 7810427018 |             |
| Церковь Сергия Радонежского (Церковь преподобного Сергия Радонежского) | Стрельна, Петербургское шоссе, 15 | 1756—1854     | А. М. Горностаев         | Действующая Объект культурного наследия № 7810427021                                |             |
| Церковь Святителя Григория Богослова                                   | Стрельна, Петербургское шоссе, 15 | 1855—1857     | А. И. Штакеншнейдер      | Действующая Объект культурного наследия № 7810427019                                |             |
| Церковь Саввы Стратилата                                               | Стрельна, Петербургское шоссе, 15 | 1859—1863     | А.М. Горностаев          | Действующая Объект культурного наследия № 7810427008                                |             |
| Церковь Покрова Пресвятой Богородицы                                   | Стрельна, Петербургское шоссе, 15 | 1844—1863     | Р.И. Кузьмин, Г.Э. Боссе | Взорвана в 1964 году Объект культурного наследия № 7810427020                       |             |
| Церковь Валериана Мученика                                             | Стрельна, Петербургское шоссе, 15 | 1805—1809     | Л. И. Руска              | Закрыта в 1919 году, восстанавливается Объект культурного наследия № 7810427005     |             |
| Часовня Иконы Божией Матери Рудненская                                 | Стрельна, Петербургское шоссе, 15 | 1876          | Д. И. Гримм              | Погибла в годы ВОВ Объект культурного наследия № 7810427023                         |             |
| Часовня Иконы Божией Матери Тихвинская                                 | Стрельна, Петербургское шоссе, 15 | 1863—1864     | А. М. Горностаев         | Погибла в годы войны Объект культурного наследия № 7810427024                       |             |

#### Подворья
| Название | Адрес                               | Строительство   | Архитектор      | Современный статус                                    | Изображение |
| --- | ----------------------------------- | --------------- | --------------- | ----------------------------------------------------- | ----------- |
| Церковь Анны Кашинской (Церковь Святой Благоверной Великой Княгини Анны Кашинской) при подворье Введено-Оятского монастыря                                    | Большой Сампсониевский проспект, 53 | 1907—1909       | А. П. Аплаксин  | Действующая Объект культурного наследия № 7802315001  |             |
| Церковь во имя преподобного Антония Сийского при подворье Антониево-Сийского монастыря Архангельской епархии                                                  | Улица Ольги Форш, 2                 | 2004—2006       | Г. П. Фомичёв   | Действующая                                           |             |
| Церковь Благовещения Пресвятой Богородицы подворье Старо-Афонского Свято-Андреевского мужского скита                                                          | 5-я Советская улица, 33             | 1889—1893       | Н. Н. Никонов   | Действующая Объект культурного наследия № 7831923000  |             |
| Церковь Святого Апостола и Евангелиста Иоанна Богослова при подворье Леушинского Иоанно-Предтеченского женского монастыря                                     | Улица Некрасова, 31                 | 1894—1895       | Н.Н. Никонов    | Действующая Объект культурного наследия № 7810622000  |             |
| Казанская церковь (Церковь Казанской иконы Божьей Матери) при подворье Валаамского монастыря                                                                  | Нарвский проспект, 1/29             | 1904—1910       | В. А. Косяков   | Действующая, Объект культурного наследия № 7810085004 |             |
| Церковь Святых мучениц Веры, Надежды, Любови и матери их Софии при подворье Покрово-Тервенического монастыря                                                  | проспект Стачек, 186а               | 1756, 1992—1993 |                 | Действующая Объект культурного наследия № 7801886001  |             |
| Церковь иконы Божией Матери «Всех Скорбящих Радосте» (с грошиками) при подворье Зеленецкого-Троицкого монастыря                                               | проспект Обуховской Обороны, 24     | 1906—1909       | А. И. фон Гоген | Действующая Объект культурного наследия № 7802400000  |             |
| Часовня во имя Иконы Божией Матери «Всех Скорбящих Радосте» при подворье Валаамского монастыря                                                                | Синопская набережная, 34/36         | 1832            | А. И. Очаков    | Действующая Объект культурного наследия № 7802504000  |             |
| Церковь Покрова Пресвятой Богородицы при подворье Свято-Троицкого Антониево-Дымского монастыря                                                                | Боровая улица, 52                   | 1891—1893       | Н. Н. Никонов   | Действующая, Объект культурного наследия № 7810773000 |             |
| Церковь Рождества Христова при подворье Свято-Троицкого Александро-Свирского монастыря                                                                        | Переулок Челиева, 10                | 1999—2000       |                 | Действующая                                           |             |
| Церковь Пресвятой Троицы (Собор во имя Святой Животворящей Троицы) киновии Александро-Невской лавры при подворье Иоанно-Богословского Череменецкого монастыря | Октябрьская набережная, 18—22       | 1861—1864       | Г. И. Карпов    | Действующая Объект культурного наследия № 7802558003  |             |
| Церковь Успения Пресвятой Богородицы Подворье Важеозерского монастыря Петрозаводской епархии                                                                  | Улица Крупской, 5Б                  | 1897—1903       | Н. Н. Никонов   | Восстанавливается                                     |             |
| Успенская церковь (Церковь Успения Пресвятой Богородицы) при подворье Козельской Свято-Введенской Оптиной пустыни                                             | Набережная Лейтенанта Шмидта, 27    | 1895—1897       | В. А. Косяков   | Действующая Объект культурного наследия № 7810164008  |             |

### Утраченные храмы
В список не включены многочисленные домовые церкви, часовни и небольшие деревянные церкви.

#### Соборы
| Название                                                                                          | Адрес                                     | Строительство | Архитектор                                                      | Утрачен                                                                                 | Изображение |
| ------------------------------------------------------------------------------------------------- | ----------------------------------------- | ------------- | --------------------------------------------------------------- | --------------------------------------------------------------------------------------- | ----------- |
| Собор Андрея Первозванного                                                                        | Кронштадт, Соборная площадь, 1            | 1805—1817     | А. Д. Захаров                                                   | Разрушен в 1932 году, установлен памятный знак                                          |             |
| Введенский собор (Собор введения во Храм Пресвятой Божией Матери лейб-гвардии Семёновского полка) | Загородный проспект, между домами 45 и 47 | 1836—1842     | К. А. Тон при участии А. К. Росси, Н. Л. Бенуа и К. К. Мейснера | Разрушен в 1933 году, установлен памятный знак                                          |             |
| Петропавловский собор (Собор Петра и Павла лейб-гвардии Уланского полка)                          | Петергоф, площадь Аврова                  | 1836—1839     | К. А. Тон перестроен И. И. Шапошниковым, Н. Н. Никоновым        | Снесён 31 октября 1930 года                                                             |             |
| Сергиевский собор (Собор преподобного Сергия Радонежского всей артиллерии)                        | Литейный проспект, 6                      | 1743—1746     | И. Я. Шумахер, перестроен Ф.И. Демерцовым                       | частично разобран и перестроен в 1934 году, сейчас управление ГУ МВД России по СПб и ЛО |             |
| Свято-Троицкий собор (Собор Пресвятой Троицы)                                                     | Колпино, Соборная улица                   | 1758—1773     | С. И. Чевакинский                                               | закрыт в 1937 году, снесён в 1958 году, установлен памятный крест                       |             |
| Троице-Петровский собор                                                                           | Троицкая площадь                          | 1709—1756     | И. И. Сляднев                                                   | снесён в 1933 году, сейчас на этом месте часовня                                        |             |

#### Церкви
| Название | Адрес                                                            | Строительство | Архитектор                                        | Утрачен | Изображение |
| --- | ---------------------------------------------------------------- | ------------- | ------------------------------------------------- | --- | ----------- |
| Церковь преподобного Алексия, человека Божия | Чкаловский проспект, 50                                          | 1906—1911     | Г. Д. Гримм                                       | Перестроена в 1932 году сейчас цех завода «Измеритель» |             |
| Церковь Александра Невского подворье Александро-Свирского монастыря                                                                                                | Боровая улица, 1                                                 | 1865—1891     | Н. П. Гребёнка, Н. Н. Никонов                     | Закрыта и перестроена в 1932 году сейчас туберкулёзный диспансер |             |
| Церковь Александра Невского 145-го пехотного Новочеркасского полка                                                                                                 | Новочеркасский проспект, 2                                       | 1896          | Э. Э. Дунин-Барковский                            | Закрыта в 1918 году и снесена сейчас Центральное конструкторское бюро Машиностроения |             |
| Церковь Александра Невского Михайловской артиллерийской академии                                                                                                   | Улица Комсомола, 22                                              | 1825—1826     | А. Г. Шаутберг                                    | Закрыта в 1919 году и отдана под клуб сейчас Михайловская военная артиллерийская академия |             |
| Церковь Александра Невского на Северном кладбище | Парголово, Северное кладбище                                     | 1897—1900     | В. А. Колянковский                                | Закрыта в 1935 году, позже снесена |             |
| Церковь мученицы Александры Римской | Лермонтовский проспект, 51А                                      | 1867—1869     | Ф. С. Харламов                                    | Закрыта в 1933 году и снесена в 1938 году |             |
| Церковь Андрея Блаженного при Доме призрения А. И. Тименкова и В. А. Фролова                                                                                       | Улица Комсомола, 4                                               | 1871—1877     | К. К. Вергейм                                     | Закрыта и снесена в 1922 году |             |
| Благовещенская церковь (Церковь Благовещения Пресвятой Богородицы лейб-гвардии Конного полка)                                                                      | Площадь Труда                                                    | 1844—1849     | К. А. Тон                                         | Разрушена в 1929 году |             |
| Благовещенская церковь (Церковь Благовещения Пресвятой Богородицы) в селе Большое Кузьмино (Пушкин)                                                                | Пушкин, Петербургское шоссе, 33                                  | 1783—1785     | Д. Кваренги                                       | Закрыта в 1939 году, Разрушена во время Великой Отечественной войны, сейчас часовня |             |
| Борисоглебская церковь (Церковь святых благоверных князей Бориса и Глеба)                                                                                          | Синопская набережная, 32/34                                      | 1869—1882     | М. А. Щурупов                                     | Закрыта в 1934 году, Разрушена в 1975 году, сейчас автостоянка |             |
| Церковь Богоявления Господня (Кронштадт) | Кронштадт, Интернациональная ул., 6.                             | 1861—1862     | А.С. Кудинов                                      | Снесён в 1930-х |             |
| Церковь Василия Великого и Успения Божией Матери подворье Коневского Богородице-Рождественского мужского монастыря                                                 | Среднеохтинский проспект, 21                                     | 1902—1907     | В. И. Баранкеев, Н. Н. Никонов, Н. Н. Никонов мл. | Закрыта в 1929 году, снесена в 1933 году, сейчас жилой дом |             |
| Введенская церковь (Церковь введения во Храм Пресвятой Богородицы)                                                                                                 | угол Большой Пушкарской и Введенской улиц                        | 1793—1810     | И. М. Лем                                         | Разрушена в 1932 году, сейчас Пушкарский сад |             |
| Церковь Введения во Храм Пресвятой Богородицы Подворье Паданского Введенского женского монастыря                                                                   | Улица Маршала Тухачевского, 2                                    | 1900          | П. Ф. Вахрушев                                    | Закрыта и снесена в 1932 году, сейчас парк им. 50-летия Октября |             |
| Церковь святых мучениц Веры, Надежды, Любви и матери их Софии Подворье Калязинского Александро-Невского женского монастыря                                         | Улица Ольги Берггольц, 26                                        | 1910—1918     | Н. М. Аристов, Д. В. Милеев                       | Закрыта и снесена в 1932 году, сейчас жилая застройка |             |
| Церковь Вознесения Господня | Вознесенский проспект, 34а                                       | 1755—1769     | А. Ф. Вист, А. Ринальди                           | Разрушена в 1935 году, сейчас на её месте здание школы |             |
| Церковь Воскресения Христова графа А. С. Апраксина | набережная реки Фонтанки, 59                                     | 1884—1887     | Л. Ф. Фонтана                                     | Снесена в 1932 году сейчас здание «Лениздата» |             |
| Церковь Воскресения Христова на Бабигонском кладбище | Петергоф                                                         | 1913          | В.В. Шевелёв                                      | Закрыта в 1938 году, разрушена в 1941-1945 годах, снесена в 1970-х |             |
| Церковь Воскресения Христова и святого Михаила Архангела | Площадь Кулибина                                                 | 1847—1859     | А. И. Шевцов, Н. Е. Ефимов                        | Разрушена в 1932 году, сейчас на её месте площадь |             |
| Церковь Георгия Победоносца на Большеохтинском кладбище | Проспект Металлистов, 5                                          | 1817—1860     | А. А. Бетанкур, К. И. Брандт, К. А. Кузьмин       | снесена в 1938 году |             |
| Церковь преподобного Герасима в Купчине | Белградская ул., 46                                              | 1906          | И. Т. Соколов                                     | Закрыта в 1938 году. Во время войны, не ранее 1942 года, здание церкви было полностью разобрано на топливо |             |
| Греческая церковь (Церковь Святого великомученика Димитрия Солунского) при Греческом посольстве                                                                    | Лиговский проспект, 6                                            | 1861—1865     | Р. И. Кузьмин                                     | Закрыта в 1932 году, снесёна в 1962 году, сейчас на её месте концертный зал «Октябрьский» |             |
| Церковь Грузинской иконы Божией Матери Подворье Красногорского Богородицкого монастыря                                                                             | Шепетовская улица, 5                                             | 1903—1905     | Н. Н. Никонов                                     | Закрыта в 1934 году, снесена в 1950-е годы сейчас школа № 515 | ]           |
| Церковь преподобной Евфросинии Полоцкой | проспект Стачек, 74                                              | 1911—1918     |                                                   | Закрыта в 1935 году, сейчас на её месте жилой дом |             |
| Церковь святой мученицы Екатерины (Екатерингофская) | Старо-Петергофский проспект, 6                                   | 1831—1837     | К. А. Тон                                         | Закрыта и снесена в 1929 году, сейчас кинотеатр «Москва» |             |
| Церковь святых Захарии и Елизаветы Кавалергардского полка | Захарьевская улица, 22                                           | 1897—1899     | Л. Н. Бенуа                                       | Закрыта и снесена |             |
| Знаменская церковь (Церковь иконы Божией Матери «Знамение») при лейб-гвардии Конно-гренадерском полку.                                                             | Петергоф, Знаменская улица                                       | 1892—1896     | А.А. Парланд                                      | взорвана в 1941 году |             |
| Знаменская церковь (Церковь иконы Божией Матери «Знамение») | Площадь Восстания                                                | 1794—1804     | Ф. И. Демерцов                                    | Закрыта в 1937 году, взорвана в 1941 году для планового строительства станции метро «Площадь Восстания» |             |
| Церковь Иверской иконы Божией Матери при подворье Ново-Афонского Симоно-Кананитского Пантелеймоновского монастыря                                                  | Московский проспект, 25                                          | 1886—1888     | Н. Н. Никонов                                     | Закрыта в 1930 году, перестроена в 1940-е годы, сейчас магазин «Кей» |             |
| Церковь Илии пророка Воскресенского Новодевичьева монастыря | Московский проспект, 100                                         | 1883—1888     | В.П. Цейдлер                                      | Снесена в 1930 |             |
| Церковь Илии пророка при Офицерской воздухоплавательной школе | Парковая улица, 5                                                | 1899          | Н. А. Архангельский                               | Закрыта в 1922 году и снесена |             |
| Церковь Иоакима и Анны (Якиманская церковь) | Павловск, Павловское кладбище                                    | 1887          |                                                   | Закрыта в 1939 и снесена в сер. 1950-х годов. |             |
| Церковь Казанской иконы Божьей Матери Преображенского кладбища | Проспект Девятого Января, 4                                      | 1903—1905     | В. А. Демяновский                                 | Закрыта и снесена в 1928 году, сейчас на этом месте монумент жертвам Кровавого воскресенья |             |
| Церковь Казанской иконы Божьей Матери при Доме призрения бедных им. С. П. Елисеева                                                                                 | Проспект Металлистов, 3                                          | 1881—1885     | К. К. Вергейм, Ф. Л. Миллер                       | Закрыта и снесена в 1929 году |             |
| Церковь Казанской иконы Божьей Матери Общества распространения религиозно-нравственного просвещения                                                                | улица Панфилова, 23                                              | 1903—1904     | Г. Г. Голи, И. Т. Соколов                         | Закрыта и снесена в 1938 году, сейчас на этом месте Центр технического творчества «Охта» Красногвардейского района |             |
| Церковь Казанской иконы Божьей Матери Подворье Казанского Вышневолоцкого монастыря                                                                                 | Подрезова улица, 14 / Малый проспект Петроградской стороны, 69   | 1910—1913     | А. П. Аплаксин                                    | Закрыта в 1923 году и перестроена под общежитие техникума |             |
| Церковь Казанской иконы Божьей Матери Подворье Пекинской православной миссии                                                                                       | Воронежская улица, 110                                           | 1911—1913     | А. П. Аплаксин                                    | Закрыта в 1938 году и снесена, сейчас на этом месте поликлиника |             |
| Церковь Казанской иконы Божией Матери (Дурдинская церковь) | Зеленогорск                                                      | 1880          | Н. А. Дурдин                                      | Сгорела в 1907 году |             |
| Церковь Косьмы и Дамиана лейб-гвардии Сапёрного батальона | Кирочная улица, 28                                               | 1876—1879     | М. Е. Месмахер                                    | Закрыта в 1933 году и снесена, сейчас спортивный зал школы |             |
| Крестовоздвиженская церковь (Русско-эстонская церковь Воздвижения Креста Господня)                                                                                 | Кронштадт, улица Зосимова, 24/13                                 | 1819—1822     | Эдуард Анерта                                     | Закрыта в 1931 году, Объект культурного наследия № 7810265000 сейчас жилой дом |             |
| Крестовоздвиженская церковь (Церковь Воздвижения Честного и Животворящего Креста Господня)                                                                         | Большая Посадская улица, 10А                                     | 1883—1888     | М. А. Шурупов, А. И. Аккерман, В. А. Косяков      | Закрыта в 1932 году и снесено, сейчас здание завода |             |
| Церковь Лазаря праведного (Петергоф) | Петергоф                                                         | 1852          | В. Л. Гофман                                      | |             |
| Церковь Св. Марии Магдалины на Малоохтинском кладбище | Малоохтинский проспект, 68                                       | 1848—1857     | В. Ф. Небольсин, К. Я. Маевский                   | Закрыта в 1938 году, снесена в 1980-е годы, сейчас Церковь Успения Пресвятой Богородицы |             |
| Церковь Мефодия Патарского при приюте Св. Мефодия статского советника Мефодия Мироновича Молчанова                                                                 | Суворовский пр., 32, 9-я Советская ул., 8.                       | 1874—1903     | Э.И. Жибер, И. И. Буланов                         | Закрыта в 1930-х |             |
| Церковь святителя Митрофана Воронежского на Митрофаниевском кладбище                                                                                               | Митрофаньевское шоссе, 12                                        | 1839—1847     | К. А. Тон                                         | Закрыта и снесена в 1929 году |             |
| Церковь Михаила Архангела при Александровском механическом заводе                                                                                                  | Улица Крупской, 2А                                               | 1860—1862     | Б. Ф. Лорберг                                     | Закрыта и снесена в 1932 году, сейчас здание Пролетарского завода |             |
| Церковь Михаила Архангела лейб-гвардии Московского полка | Большой Сампсониевский проспект, 61                              | 1905—1906     | А. Г. Успенский                                   | Закрыта и снесена в 1923 году, сейчас здание фабрики-кухни |             |
| Церковь во имя Святого Мученика Мирония лейб-гвардии Егерского полка                                                                                               | Обводный канал, 99                                               | 1849—1855     | К. А. Тон                                         | Взорвана в 1934 году |             |
| Церковь во имя Нерукотворного Образа Христа Спасителя на Волковском кладбище                                                                                       | Камчатская улица, 4                                              | 1837—1842     | Ф. И. Руска                                       | Закрыта в 1935 году и перестроена, сейчас цеха завода «Монументскульптура» |             |
| Церковь Николая Чудотворца при больнице Николая Чудотворца | наб. реки Мойки, 126                                             | 1840          | Л. И. Шарлемань                                   | Закрыта в 1922 году и отдана под помещения больницы, сейчас Психиатрическая больница святого Николая Чудотворца |             |
| Церковь Николая Чудотворца | Выборгская набережная, 61                                        | 1866—1871     | А. И. Кракау                                      | Снесена в 1930-х |             |
| Николо-Александровская церковь (Церковь Николая Мирликийского Чудотворца и великого князя Александра Невского) Императорского Православного Палестинского Общества | пересечение проспекта Бакунина, 2-й Советской и Мытнинской улицы | 1913—1915     | С. С. Кричинский                                  | Взорвана в 1932 году, сейчас на её месте площадь |             |
| Новосильцевская церковь (Церковь Святого Равноапостольного князя Владимира) при Орлово-Новосильцевском благотворительном заведении                                 | проспект Энгельса, 1—3                                           | 1834—1838     | И. И. Шарлемань 1-й                               | Взорвана в 1932 году и частично перестроена, сейчас стоматологическая поликлиника |             |
| Церковь Св. апостола Павла при Обуховском заводе | Проспект Обуховской Обороны, 120                                 | 1804—1826     | А. Д. Захаров                                     | Закрыта и снесена в 1930 году |             |
| Церковь Параскевы Пятницы в Ильинской слободе | Шоссе Революции, 71                                              | 1896—1897     | П. И. Гилёв                                       | Закрыта в 1929 году, снесена в 1936 году |             |
| Церковь Св. Петра и Павла при Клиническом военном госпитале | Большой Сампсониевский проспект, 1                               | 1726—1755     | Г. С. Войницкий                                   | Закрыта в 1922 году, сейчас здесь клуб Военно-медицинской академии |             |
| Петропавловская церковь (Церковь Святых равноапостольных Петра и Павла)                                                                                            | Сестрорецк, Петровская набережная, 1                             | 1871—1874     | Г. И. Карпов                                      | Закрыта и разрушена в 1931 году, сейчас на её месте школа |             |
| Церковь Петра митрополита Московского на Ульянке | Проспект Стачек, 208                                             | 1890—1892     | Ф. С. Харламов                                    | Разрушена в годы Блокады, снесена в 1947 году, сейчас деревянная церковь |             |
| Церковь Апостола Матфия и Покрова Пресвятой Богородицы | Большая Пушкарская улица, 35                                     | 1800          | Л. И. Миллер, В. И. Карпов                        | Закрыта и разрушена в 1931 году, сейчас на её месте Матвеевский сад |             |
| Церковь Покрова Пресвятой Богородицы в Большой Коломне | Площадь Тургенева, 1                                             | 1798—1803     | И. Е. Старов                                      | Закрыта в 1932 году и снесена в 1934 году |             |
| Церковь Покрова Пресвятой Богородицы в Рыбацком | Рыбацкий проспект, 12                                            | 1741—1844     | Д. П. Рябов                                       | Закрыта в 1934 году, снесена в 1935 году |             |
| Церковь Покрова Пресвятой Богородицы на Большой Охте | Большеохтинский проспект, 3                                      | 1748–1832     | М. Г. Земцов                                      | Снесена в 1932 году |             |
| Церковь Преображения Господня в Колтовской слободе (Святого Димитрия Ростовского)                                                                                  | Новоладожская улица, 8                                           | 1862—1874     | А. Т. Жуковский, Р. Б. Бернгард, А. В. Иванов     | Взорвана в 1932 году |             |
| Церковь Преображения Господня при Императорском фарфоровом заводе                                                                                                  | Проспект Обуховской Обороны, 159                                 | 1731—1734     | перестройка Е. Т. Соколов                         | Закрыта в 1932 году |             |
| Церковь Преображения Господня за Московской заставой | Московский проспект, 121—123                                     | 1897—1902     | М. Т. Преображенский                              | Закрыта и снесена в 1932 году сейчас на этом месте Кукольный театр сказки |             |
| Церковь Преображения Господня 147 Самарского пехотного полка | Ломоносов, Михайловская улица, 22                                | 1897—1898     |                                                   | Закрыта в 1926 году |             |
| Церковь преподобного Сергия Радонежского Чудотворца | улица Ивана Черных, 20                                           | 1901—1905     | Г. Д. Гримм, Г. Г. Голи                           | Закрыта и снесена в 1931 году |             |
| Скорбященская церковь (Церковь иконы Божией Матери «Всех скорбящих Радость») в усадьбе М. Крестовской                                                              | Молодёжное (Санкт-Петербург)                                     | 1912—1916     | И.А. Фомин                                        | Разрушена в 1944 году в ходе боёв |             |
| Церковь Смоленской иконы Божией Матери | Пулково, Пулковское отделение совхоза «Шушары»                   | 1782—1784     | Д. Кваренги                                       | Закрыта в 1938 году, восстановлена в 2014 году. |             |
| Церковь Смоленской иконы Божией Матери | Проспект Обуховской Обороны, 83                                  | 1879—1882     | М. А. Щурупов                                     | Разрушена в 1930-е годы |             |
| Церковь сошествия Святого Духа на Спасо-Преображенском (Фарфоровском) кладбище                                                                                     | Улица Бабушкина, 67                                              | 1912          | А. Ф. Красовский                                  | Закрыта в 1939 году, взорвана в 1966 году, в 2014 году получено разрешение на постройку часовни около места исторического расположения храма - в Ломоносовском саду, недалеко от вестибюля станции метро «Ломоносовская» |             |
| Церковь сошествия Святого Духа и Семи отроков Эфесских (Кекинская) на Митрофаньевском православном кладбище                                                        | Митрофаньевское шоссе, 9                                         | 1885—1887     | М. М. Лаговский, С. И. Андреев                    | Закрыта в 1932 году и снесена |             |
| Церковь сошествия Святого Духа на Охте | Большеохтинский проспект, 3                                      | 1838—1844     |                                                   | Закрыта в 1929 году и снесена в 1932 |             |
| Церковь сошествия Святого Духа в Келломяках | Комарово (Санкт-Петербург)                                       | 1905—1910     | Н. Н. Никонов                                     | Сгорела в 1917 году |             |
| Церковь Спаса-на-Водах (Церковь Христа Спасителя в память Гефсиманского борения и святителя Николая Чудотворца)                                                    | Английская набережная                                            | 1910—1911     | М. М. Перетяткович                                | Взорвана в 1932 году, сейчас на её месте часовня |             |
| Церковь Спаса-на-Сенной (Церковь во имя Успения Пресвятой Богородицы)                                                                                              | Сенная площадь                                                   | 1753—1765     | А. В. Квасов                                      | Закрыта в 1938 году, снесён в 1961 году, сейчас на её месте станция метро «Сенная площадь» |             |
| Церковь Всемилостивого Спаса на Митрофаньевском православном кладбище                                                                                              | Митрофаньевское шоссе, 13                                        | 1883          | Г. И. Карпов                                      | Закрыта в 1927 году и разобрана |             |
| Спасо-Бочаринская церковь (Церковь Спаса Происхождения Честных Древ)                                                                                               | Улица Михайлова, 9                                               | 1749—1752     |                                                   | Закрыта и разобрана в 1932 году |             |
| Церковь Спаса Преображения на Дюнах | Сестрорецк, Заречная дорога                                      | 1904          | В. А. Косяков                                     | Сгорела в послереволюционные годы |             |
| Церковь Спаса Преображения при 147-м Самарском полку. | Ломоносов, Михайловская ул., 22 А                                | 1897—1898     |                                                   | Закрыта в 1926 году |             |
| Церковь Спаса Преображения в Московской Славянке. | Шушары, Московское шоссе, 2                                      | 1783—1787     | Дж. Кваренги                                      | Разрушена во время войны и снесена в 1946 году. |             |
| Церковь Сретения Господня в Полюстрово | Улица Жукова, 11                                                 | 1886—1899     | В. И. Карпов, Н. Н. Никонов                       | Закрыта и снесена в 1933 году |             |
| Церковь Тихвинской Божьей Матери при подворье Воронцовского Благовещенского женского монастыря Псковской епархии                                                   | Очаковская улица, 9                                              | 1902—1903     | С. И. Андреев                                     | Закрыта и перестроена в 1930-е годы, сейчас Дом спорта СПбГУ |             |
| Церковь Тихвинской Божьей Матери при подворье Пюхтицкого Успенского монастыря                                                                                      | Среднегаванский проспект, 11                                     | 1903—1906     | В. Н. Бобров                                      | Закрыта в 1923 году и перестроена, сейчас «Гаванский универмаг» |             |
| Церковь Тихвинской Божьей Матери при подворье Свято-Троицкого Лютикова монастыря                                                                                   | Гражданский проспект, 2                                          | 1905—1913     | Н. Н. Никонов                                     | Закрыта в 1934 году, снесена в 1982 |             |
| Свято-Троицкая церковь (Церковь Святой Живоначальной Троицы) | Ломоносов, Оранжерейная улица, 19А                               | 1903—1904     | И. П. Горленский                                  | Закрыта в 1939 году, сейчас в руинах Объект культурного наследия № 7810775000 |             |
| Свято-Троицкая церковь (Церковь Святой Живоначальной Троицы) | Кронштадт, Троицкое православное кладбище                        | 1862—1865     | Г.И. Карпов                                       | Разобрана в 1932 году |             |
| Свято-Троицкая церковь (Церковь Святой Живоначальной Троицы) | Петергоф, Троицкое кладбище                                      | 1870          | И.П. Маас                                         | |             |
| Церковь Святой Троицы Общества распространения религиозно-нравственного просвещения                                                                                | Улица Марата, 5                                                  | 1890—1893     | Н. Н. Никонов                                     | Закрыта в 1938 году, снесена в 1964 году, сейчас на её месте торговый и визовый центры |             |
| Церковь Святой Живоначальной Троицы в Галерной гавани | Наличная улица, 8                                                | 1792          | Я. Перрен                                         | Закрыта в 1927 году, снесена в 1932 году |             |
| Церковь Святой Живоначальной Троицы на Смоленском православном кладбище                                                                                            | Василеостровский район                                           | 1829—1831     | В. Т. Кульченков                                  | Закрыта и разобрана на кирпич в 1932 году |             |
| Церковь Святой Живоначальной Троицы (Троицкая церковь) при подворье Леснинского Богородицкого женского монастыря                                                   | наб. Чёрной речки, 39                                            | 1908—1909     | Николай Иванович Котович                          | снесена в 1938 году |             |
| Церковь Усекновения Главы Иоанна Предтечи | Лесной проспект, 16                                              | 1901—1903     | Г. Г. Голи фон, Г. Д. Гримм                       | Закрыта и перестроена в 1930 году, сейчас фитнес-клуб Объект культурного наследия № 7830237000 |             |
| Церковь Успения Пресвятой Богородицы Подворье Новгородского Зверина Покровского женского монастыря                                                                 | Улица Жуковского, 16                                             | 1861—1863     | Г. И. Карпов                                      | Закрыта в 1931 году, разрушена во время блокады, сейчас на этом месте здание школы |             |
| Церковь Успения Пресвятой Богородицы на Волковском православном кладбище                                                                                           | Расстанная улица, 30                                             | 1910—1913     | А. П. Аплаксин                                    | Снесена в 1929 году |             |
| Церковь Хрисанфа и Дарии при Лейб Гвардии Драгунском полку | Петергоф, Суворовская ул., 16 Лит. А                             | 1903—1904     | А.И. фон Гоген, Д.Д. Зайцев                       | Снесена в 1924 году. В 2001 на месте храма построена часовня |             |

## Старообрядческие храмы
| Название | Адрес                              | Строительство | Архитектор                 | Современный статус                                                                                    | Изображение |
| --- | ---------------------------------- | ------------- | -------------------------- | --- | ----------- |
| Знаменская старообрядческая церковь (Церковь во имя иконы Божией Матери «Знамение» старообрядческой общины Поморского согласия) при Казанском кладбище в Рыбацком | Караваевская улица, 16             | 1882—1883     | Л. Л. Шауфельбергер        | Действующая                                                                                           |             |
| Знаменская старообрядческая церковь (Церковь во имя иконы Божией Матери «Знамение» старообрядческой общины Поморского согласия)                                   | Тверская улица, 8                  | 1906—1907     | Д. А. Крыжановский         | Действующая Объект культурного наследия № 7810662005                                                  |             |
| Церковь Лиговской старообрядческой общины Белокринницкого согласия                                                                                                | Транспортный переулок, 5           | 1916—1917     | П. П. Павлов               | Действующая                                                                                           |             |
| Церковь Петра Митрополита Московского при Чубыкинской старообрядческой богадельне                                                                                 | Московский проспект, 108           | 1897—1908     | Л. И. Гилев, В. П. Цейдлер | Закрыта в 1922 году, перестроена, в настоящее время - детская музыкальная школа имени В. В. Андреева. |             |
| Покровская старообрядческая церковь (Церковь Покрова Пресвятой Богородицы старообрядческой общины Белокриницкого согласия) на Кладбище Памяти жертв 9-го января   | Проспект Александровской Фермы, 20 | 1895—1896     | В. А. Колянковский         | Действующая Объект культурного наследия № 7830054000                                                  |             |
| Церковь во имя Покрова Пресвятой Богородицы на Громовском кладбище                                                                                                | Старообрядческая улица, 8          | 1912—1914     | Н. Г. Мартьянов            | Снесена в 1939 году, сейчас установлен деревянный крест                                               |             |
| Старообрядческая церковь Воскресенья Христова федосеевской общины новоженов                                                                                       | улица Константина Заслонова, 6а    | 1909—1910     | В. А. Липский              | Снесена в 1930-е годы, сейчас на её месте средняя школа № 309                                         |             |

## Единоверческие церкви
| Название                                                                                                 | Адрес                       | Строительство | Архитектор                     | Современный статус                                                                                         | Изображение |
| --- | --------------------------- | ------------- | ------------------------------ | --- | ----------- |
| Благовещенская церковь (Церковь Благовещения Пресвятой Богородицы) на Волковском единоверческом кладбище | набережная реки Волковки, 7 | 1816—1836     | В. И. Беретти, А. И. Мельников | Закрыта и снесена в 1931 году                                                                              |             |
| Церковь Димитрия Солунского на Большеохтинском кладбище                                                  | Партизанская улица, 2       | 1846—1847     | К.И. Брандт                    | Закрыта и снесена в 1930-х                                                                                 |             |
| Церковь Покрова Пресвятой Богородицы на Большеохтинском кладбище                                         | Партизанская улица, 2       | 1854—1894     | И. И. Григорьев                | Закрыта и снесена в 1930-х гг.                                                                             |             |
| Церковь Преподобной Марии, именовавшейся Марином на Большеохтинском кладбище                             | Партизанская улица, 2       | 1895—1898     | Н. Н. Никонов                  | Закрыта и снесена в 1929 году                                                                              |             |
| Миловская церковь (Единоверческая церковь святого Николая)                                               | Захарьевская улица, 18      | 1845—1852     | Н. Е. Ефимов                   | Снесена в 1932 году, сейчас корпус Военно-строительного института                                          |             |
| Никольская единоверческая церковь (Единоверческая церковь Святителя Николая Чудотворца)                  | улица Марата, 24            | 1820—1827     | А. И. Мельников                | Закрыт в 1931 году, сейчас размещается Музей Арктики и Антарктики Объект культурного наследия № 7810565002 |             |

## Храмы армянской апостольской церкви
| Название                                                                            | Адрес                   | Строительство | Архитектор    | Современный статус                                   | Изображение |
| ----------------------------------------------------------------------------------- | ----------------------- | ------------- | ------------- | ---------------------------------------------------- | ----------- |
| Армянская Апостольская Церковь Святой Екатерины                                     | Невский проспект, 40—42 | 1771—1776     | Ю. М. Фельтен | Действующая Объект культурного наследия № 7810615003 |             |
| Армянская Апостольская Церковь Святого Воскресения на Смоленском армянском кладбище | Васильевский остров     | 1791—1793     | Ю. М. Фельтен | Действующая Объект культурного наследия № 7831100000 |             |

## Католические храмы
В 1917 году в Петербурге действовало 68 католических церквей и часовен.
| Название                                                                                           | Адрес                         | Строительство | Архитектор                                           | Современный статус                                                          | Изображение |
| -------------------------------------------------------------------------------------------------- | ----------------------------- | ------------- | ---------------------------------------------------- | --------------------------------------------------------------------------- | ----------- |
| Собор Успения Пресвятой Девы Марии                                                                 | 1-я Красноармейская улица, 11 | 1870—1873     | В. И. Собольщиков, Е. С. Воротилов                   | Действующий Объект культурного наследия № 7831071000                        |             |
| Монастырский храм Святого Антония Чудотворца Ордена францисканцев (Братьев меньших конвентуальных) | 9-я Красноармейская улица, 10 | 2001—2007     | Л. Бруджиотти                                        | Действующий                                                                 |             |
| Базилика Святой Екатерины Александрийской                                                          | Невский проспект, 32—34       | 1763—1783     | Ж. Б. Валлен-Деламот, Д. Трезини                     | Действующий, Объект культурного наследия № 7810612000                       |             |
| Церковь Святого Бонифация                                                                          | Улица Блохина, 9              | 1913—1914     | В. Д. Николя                                         | Снесена в 1940-х годах, сейчас здание бизнес-центра «Кронверк»              |             |
| Церковь Святого Казимира                                                                           | Улица Зои Космодемьянской, 22 | 1898—1908     | П. С. Купинский                                      | Закрыта в 1938 году, разобрана в 1956 году, сейчас здесь телефонная станция |             |
| Церковь Лурдской Божией Матери                                                                     | Ковенский переулок, 7         | 1903—1909     | Л. Н. Бенуа, М. М. Перетяткович                      | Действующая, Объект культурного наследия № 7810541000                       |             |
| Церковь Святого Станислава                                                                         | Улица Союза Печатников, 22    | 1823—1825     | Д. Висконти                                          | Действующая, Объект культурного наследия № 7810105000                       |             |
| Церковь Святого Иоанна Крестителя                                                                  | Пушкин, Дворцовая улица, 15   | 1824—1826     | Л. и Д. Адамини                                      | Действующая, Объект культурного наследия № 7810446003                       |             |
| Церковь Святейшего Сердца Иисуса                                                                   | улица Бабушкина, 57           | 1907—1917     | С. П. Галензовский                                   | Закрыта на реставрацию, Объект культурного наследия № 7810334000            |             |
| Часовня святой Елизаветы Тюрингской при доме монсеньора Хартмута Каниа                             | Рябиновая улица, 18           | 1996—1997     | В. В. Арсеньев, В. Г. Шпирёнок                       | Действующая                                                                 |             |
| Храм Посещения Пресвятой Девой Марией Елизаветы                                                    | Минеральная улица, 21д        | 1856—1859     | Н. Л. Бенуа                                          | Действующий, Объект культурного наследия № 7802336001                       |             |
| Костёл Божией Матери Ченстоховской                                                                 | улица Партизана Германа, 20   | 1908—1911     | Перестроена В. Петкевичем из дома В. Т. Могильницкой | Закрыта в 1939 году, уничтожена в годы войны                                |             |

## Протестантские церкви

### Лютеранские
| Название                                                      | Адрес                                     | Строительство | Архитектор                   | Современный статус                                                                                                  | Изображение |
| ------------------------------------------------------------- | ----------------------------------------- | ------------- | ---------------------------- | --- | ----------- |
| Кафедральный собор Святых Петра и Павла (Петрикирхе)          | Невский проспект, 22—24                   | 1833—1838     | А. П. Брюллов                | Действующий, Объект культурного наследия № 7810608000                                                               |             |
| Церковь Святой Анны (Анненкирхе)                              | Кирочная улица, 8                         | 1735—1740     | П. М. Еропкин, Ю. М. Фельтен | Восстанавливается, Объект культурного наследия № 7810650003                                                         |             |
| Церковь Воскресения Христова                                  | Пушкин, Набережная улица, 4               | 1860—1865     | А. Ф. Видов                  | Действующая, Объект культурного наследия № 7810464000                                                               |             |
| Церковь Святой Екатерины                                      | Большой проспект Васильевского острова, 1 | 1768—1771     | Ю. М. Фельтен                | Действующая, Объект культурного наследия № 7810144004                                                               |             |
| Лютеранская церковь святой Елизаветы                          | Кронштадт, Ленинградская улица, 1         | 1834—1836     | Э. Х. Анерт                  | Закрыта в 1925 году и перестроена, здание в собственности Водоканала Объект культурного наследия № 7810273003       |             |
| Церковь Святого Иоанна                                        | Ломоносов, Кирочная улица, 14             | 1829—1831     | А.Менелас                    | Действующая Объект культурного наследия № 7810310000                                                                |             |
| Латышская церковь Христа Спасителя                            | Загородный проспект, 62                   | 1847—1849     | В. Е. Морган, О. В. Бремер   | Закрыта и снесена в 1938 году, сейчас сквер                                                                         |             |
| Церковь святой Марии                                          | Кронверкская улица, 6                     | 1872—1874     | В. А. Шретер, И. С. Китнер   | Закрыта в 1935 году, в Блокаду разобрана на дрова, сейчас сквер                                                     |             |
| Церковь Марии Магдалины                                       | Павловск, Горная улица, 10                | 1883—1885     | А. Ф. Видов                  | Закрыта в 1938 году, сейчас здание занимает Павловская опытная станция ВИР Объект культурного наследия № 7830127000 |             |
| Церковь Святого Архангела Михаила                             | Средний проспект, 18                      | 1871—1876     | К. К. Бульмеринг             | Действующая, Объект культурного наследия № 7802270000                                                               |             |
| Церковь Святителя Николая (эстонско-шведско-финского прихода) | Кронштадт, Ленинградская улица, 1         | 1868          |                              | Снесена в 1930-е годы                                                                                               |             |
| Кирха Преображения Господня                                   | Зеленогорск, проспект Ленина, 13          | 1907—1908     | Йозеф Стенбек                | Действующая Объект культурного наследия № 7801387000                                                                |             |
| Финская церковь Святой Марии                                  | Большая Конюшенная улица, 8а              | 1803—1805     | Г. Х. Паульсен               | Действующая Объект культурного наследия № 7802533000                                                                |             |
| Финский молельный дом церкви святой Марии                     | Лахта, Новая улица, 14                    | 1903          | Э. Ф. Шитт                   | Закрыта и снесена в 1939 году                                                                                       |             |
| Шведская церковь Святой Екатерины                             | Малая Конюшенная улица, 1                 | 1803—1805     | К. Андерссон                 | Действующая, Объект культурного наследия № 7802363001                                                               |             |
| Эстонская церковь Святого Апостола Иоанна                     | улица Декабристов, 54                     | 1859—1860     | Г. А. Боссе                  | Действующая Объект культурного наследия № 7831220000                                                                |             |

### Реформатские
| Название                                        | Адрес                        | Строительство | Архитектор               | Современный статус | Изображение |
| ----------------------------------------------- | ---------------------------- | ------------- | ------------------------ | --- | ----------- |
| Голландская реформатская церковь                | Невский проспект, 20         | 1820—1827     | П. П. Жако               | Закрыта в 1927 году, сейчас библиотека имени А. А. Блока, Объект культурного наследия № 7810607000                     |             |
| Немецкая реформатская церковь                   | Большая Морская улица, 58    | 1862—1874     | Г. А. Боссе, К. К. Рахау | Закрыта в 1929 году, сейчас Дворец культуры работников связи Объект культурного наследия № 7831170000                  |             |
| Французская реформатская церковь Апостола Павла | Большая Конюшенная улица, 25 | 1770—1773     | Ю. М. Фельтен            | Закрыта в 1920-е годы, сейчас размещается Шахматный клуб имени М. И. Чигорина Объект культурного наследия № 7810546000 |             |

### Англиканские
| Название                                 | Адрес                            | Строительство | Архитектор       | Современный статус | Изображение |
| ---------------------------------------- | -------------------------------- | ------------- | ---------------- | --- | ----------- |
| Англиканская церковь Иисуса Христа       | Английская набережная, 56        | 1811—1815     | Джакомо Кваренги | Закрыт в 1939 году, в настоящее время передан Санкт-Петербургской консерватории Объект культурного наследия № 7810017000          |             |
| Англо-американская церковь Иисуса Христа | улица Якубовича, 16              | ????          |                  | Закрыт в 1939 году, сейчас Территориальный пункт 1 Управления ФМС Адмиралтейского района Объект культурного наследия № 7832091000 |             |
| Англо-американская церковь Иисуса Христа | проспект Обуховской Обороны, 129 | 1871          |                  | Закрыт в 1920 году, сейчас телефонная станция Механического завода Объект культурного наследия № 7830192000                       |             |

### Молитвенные дома баптистов, пятидесятников и других конфессий
| Название                                                                                       | Адрес                               | Строительство | Архитектор                  | Современный статус                                    | Изображение |
| ---------------------------------------------------------------------------------------------- | ----------------------------------- | ------------- | --------------------------- | ----------------------------------------------------- | ----------- |
| Церковь Христиан Веры Евангельской Пятидесятников                                              | Усть-Славянка, Славянская улица, 13 |               |                             | Действующая                                           |             |
| Дом Молитвы Евангельских христиан-баптистов на Поклонной Горе (Озёрная Свято-Троицкая церковь) | Большая Озёрная улица, 27           | 1900—1904     | А. С. Тиханов               | Действующая, Объект культурного наследия № 7802143000 |             |
| Церковь евангельских христиан-баптистов «Колпинская»                                           | Колпино, Октябрьская улица, 6       | 1995—1998     | С. К. Борисенкова           | Действующая                                           |             |
| Дом молитвы евангельских христиан в духе Апостолов                                             | Парголово, Полевая улица, 21        |               |                             | Действующая                                           |             |
| Новоапостольская церковь                                                                       | Ленинский проспект, 113             | 1997          | А.Е. Полторацкий            | Действующая                                           |             |
| Церковь адвентистов седьмого дня                                                               | Проспект Тореза, 85                 | 1994—1997     | М. А. Рейнберг, А. Г. Шаров | Действующая                                           |             |

## Мечети
| Название                            | Адрес                    | Строительство | Архитектор               | Современный статус                                   | Изображение |
| ----------------------------------- | ------------------------ | ------------- | ------------------------ | ---------------------------------------------------- | ----------- |
| Санкт-Петербургская соборная мечеть | Кронверкский проспект, 7 | 1909—1920     | Н. В. Васильев           | Действующая Объект культурного наследия № 7801089000 |             |
| Коломяжская мечеть                  | Парашютная улица, 7      | 2006—2009     | Рашат (Рошад) Ахметханов | Действующая                                          |             |

## Синагоги
| Название                                                      | Адрес                               | Строительство | Архитектор                                                | Современный статус                                      | Изображение |
| ------------------------------------------------------------- | ----------------------------------- | ------------- | --------------------------------------------------------- | ------------------------------------------------------- | ----------- |
| Большая Хоральная Синагога                                    | Лермонтовский проспект, 2           | 1883—1893     | Л. И. Бахман, И. И. Шапошников, В. В. Стасов, Н. Л. Бенуа | Действующая Объект культурного наследия № 7810046000    |             |
| Малая синагога                                                | Лермонтовский проспект, д. 2А       | 1886          | Л. И. Бахман И. И. Шапошников                             | Действующая                                             |             |
| Молитвенный дом омовения на Преображенском еврейском кладбище | проспект Александровской Фермы, 66а | 1908—1912     | Я. Г. Гервиц                                              | Реставрируется Объект культурного наследия № 7802396001 |             |

## Буддийские и индуистские храмы
| Название                                                | Адрес                    | Строительство | Архитектор        | Современный статус                                   | Изображение |
| ------------------------------------------------------- | ------------------------ | ------------- | ----------------- | ---------------------------------------------------- | ----------- |
| Санкт-Петербургский буддийский храм «Дацан Гунзэчойнэй» | Приморский проспект, 91  | 1909—1915     | Г. В. Барановский | Действующий Объект культурного наследия № 7810437004 |             |
| Лахтинский центр бхакти-йоги                            | Лахта, Морская улица, 15 | 2001          |                   | Действующий                                          |             |